# Dinámica Industrial Argentina

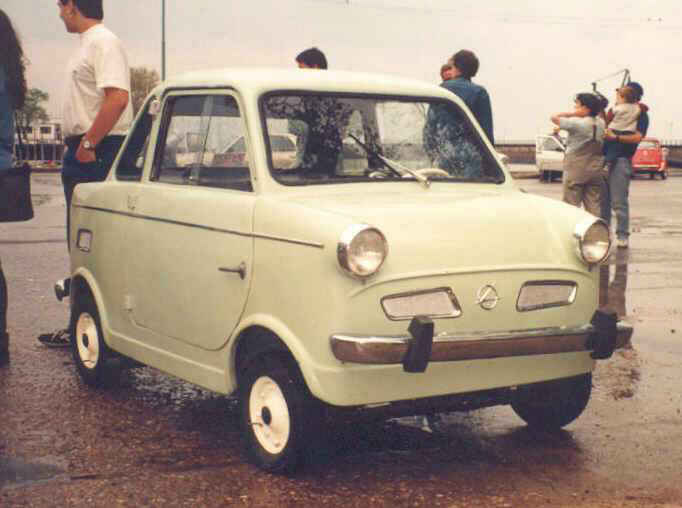
Dinarg D-200

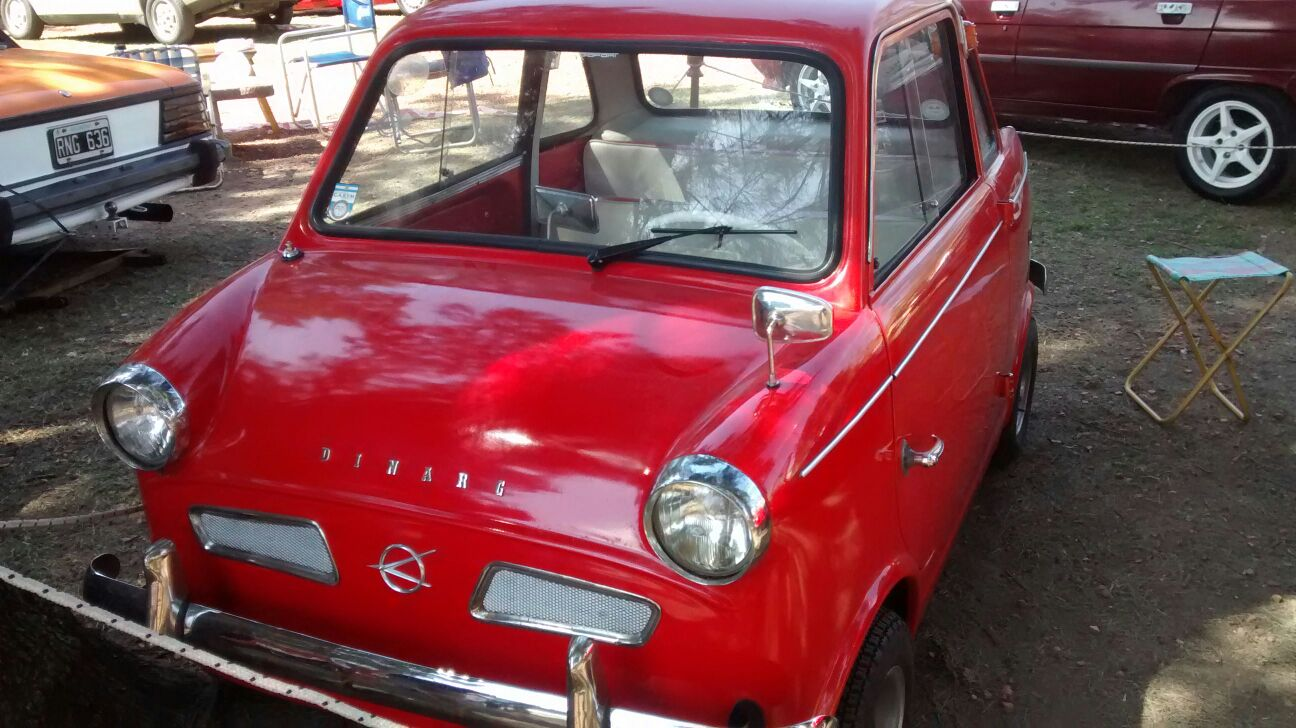
Dinarg D-200 mit Lufteinlässen an der Fahrzeugfront

Dinámica Industrial Argentina SA war ein argentinischer Hersteller von Automobilen.

## Unternehmensgeschichte
Das Unternehmen aus Córdoba kündigte 1960 die Produktion von Automobilen an, die dann 1961 startete. Der Markenname lautete Dinarg. 1962 endete die Produktion. Andere Quellen geben den Produktionszeitraum mit 1961 bis 1964 oder mit 1962 bis 1968 an. Insgesamt entstanden etwa 200 bis 300 Fahrzeuge.

## Fahrzeuge
Das einzige Modell war der D-200 bzw. D 200. Es war ein Kleinstwagen als zweisitziges Coupé. Ein luftgekühlter Einzylindermotor mit 65 mm Bohrung, 58 mm Hub und 191 cm³ Hubraum leistete 10 PS. Der Motor stammte von Sachs und war im Heck montiert. Das Fahrzeug war bei einem Radstand von 150 cm 243 cm lang, 150 cm breit und 120 cm hoch. Das Leergewicht war mit 300 kg angegeben und die Höchstgeschwindigkeit mit 75 km/h.